# Associazione Del Calcio Di Vicenza 1912-1913
Questa voce raccoglie le informazioni riguardanti l'Associazione del Calcio in Vicenza nelle competizioni ufficiali della stagione 1912-1913.

## Rosa
| N. |                   | Ruolo | Calciatore         |
| -- | ----------------- | ----- | ------------------ |
|    | Italia (bandiera) |       | Botticelli         |
|    | Italia (bandiera) |       | Burba              |
|    | Italia (bandiera) |       | Aldo Casalini      |
|    | Italia (bandiera) |       | Ciscato D.         |
|    | Italia (bandiera) |       | Mario Costa        |
|    | Italia (bandiera) |       | Umberto Donà       |
|    | Italia (bandiera) |       | Fuggetta           |
|    | Italia (bandiera) |       | Renato Ghiselli    |
|    | Italia (bandiera) |       | Valentino Giaretta |
|    | Italia (bandiera) |       | Issepi             |

| N. |                   | Ruolo | Calciatore        |
| -- | ----------------- | ----- | ----------------- |
|    | Italia (bandiera) |       | Nestore           |
|    | Italia (bandiera) |       | Sebastiano Rosa   |
|    | Italia (bandiera) |       | Pietro Sacchi     |
|    | Italia (bandiera) |       | Adolfo Tonini     |
|    | Italia (bandiera) |       | Giuseppe Tonini   |
|    | Italia (bandiera) |       | Gino Vallesella   |
|    | Italia (bandiera) |       | Domenico Veronese |
|    | Italia (bandiera) |       | Umberto Veronese  |
|    | Italia (bandiera) |       | Edgardo Zanon     |
|    | Italia (bandiera) | A     | Gino Zorzi        |

## Girone eliminatorio nord-est

### Andata
| Arbitro: | Resegotti (Milano) |

|                                                    |           |           |
| Bianchi 16’ (rig.) Forlivesi 32’, 87’ Masprone 76’ | Marcatori | 53’ Zorzi |

| Arbitro: | Cattaneo (Milano) |

|                                                   |           |                       |
| Vallesella G. Tonini ?’, ?’, ?’ Tonini Ad. ?’, ?’ | Marcatori | ?’ Pierallini ?’ Palù |

| Arbitro: | Moda (Milano) |

|                                                             |           |  |
| Vallesella 1’, ?’ Ciscato ?’, ?’, ?’ Tonini Ad. ?’ Fuggetta | Marcatori |  |

| Arbitro: | Resegotti (Milano) |

|  |           |              |
|  | Marcatori | G. Tonini 6’ |

| Arbitro: | Brivio (Verona) |

|                                                                              |           |             |
| Ghiselli 11’ Casalini ?’ Burba ?’ U. Veronese G. Tonini ?’, ?’ Tonini Ad. ?’ | Marcatori | 21’ Minchio |

### Ritorno
| Arbitro: | Mauro (Milano) |

|                |           |  |
| Tonini Ad. 25’ | Marcatori |  |

| Arbitro: | Brivio (Verona) |

|                 |           |           |
| Cozzi ?’ (rig.) | Marcatori | G. Tonini |

| Arbitro: | Brivio (Verona) |

|                     |           |                                                 |
| Rivas 20’ Nanni 60’ | Marcatori | 17’ Casalini 29’ U. Veronese 87’, 88’ G. Tonini |

| Vicenza 16 febbraio 1913 4ª giornata | Vicenza            | 0 – 0 | Venezia | \| Arbitro: \| Resegotti (Milano) \| |
| Arbitro:                             | Resegotti (Milano) |       |         |                                      |

| Arbitro: | Brivio (Verona) |

|  |           |                                                    |
|  | Marcatori | 18’ (rig.) G. Tonini 35’, 66’ Tonini Ad. 46’ Zorzi |

#### Gara per determinare il campione nord-est
| Arbitro: | Scamoni (Torino) |

|                    |           |              |
| G. Tonini 37’, 40’ | Marcatori | 30’ Masprone |

## Girone finale campionato

### Andata
| Arbitro: | Goodley (Torino) |

|                                        |           |               |
| Varese 57’, ?’ Sarasso 63’, 80’ Guasco | Marcatori | 82’ G. Tonini |

| Arbitro: | Hess (Torino) |

|            |           |                                       |
| Tonini Ad. | Marcatori | Grant 30’ Crocco I 35’, ?’ Walsingham |

| Arbitro: | Valvassori (Torino) |

|                                       |           |  |
| Rampini I 10’, 56’ Berardo 68’ (rig.) | Marcatori |  |

| Arbitro: | Tessari (Padova) |

|  |           |                        |
|  | Marcatori | 15’, 60’, 72’ Van Hege |

### Ritorno
| Arbitro: | Meazza (Milano) |

|                                  |           |                            |
| Capitanio 13’ Ad. Tonini 41’, ?’ | Marcatori | 20’, 40’ Sarasso ?’ Varese |

| Arbitro: | Meazza (Milano) |

|           |           |  |
| Grant 89’ | Marcatori |  |

| Arbitro: | Meazza (Milano) |

|  |           |                      |
|  | Marcatori | 15’ (rig.) Rampini I |

| Arbitro: | Goodley (Torino) |

|           |           |              |
| Croom 50’ | Marcatori | 57’ Casalini |

### Statistiche di squadra
| Competizione                 | Punti | In casa | In casa | In casa | In casa | In casa | In casa | In trasferta | In trasferta | In trasferta | In trasferta | In trasferta | In trasferta | Totale | Totale | Totale | Totale | Totale | Totale | DR  |
| Competizione                 | Punti | G       | V       | N       | P       | Gf      | Gs      | G            | V            | N            | P            | Gf           | Gs           | G      | V      | N      | P      | Gf     | Gs     | DR  |
| ---------------------------- | ----- | ------- | ------- | ------- | ------- | ------- | ------- | ------------ | ------------ | ------------ | ------------ | ------------ | ------------ | ------ | ------ | ------ | ------ | ------ | ------ | --- |
| Girone eliminatorio nord-est | 16    | 5       | 4       | 1       | 0       | 21      | 3       | 5            | 3            | 1            | 1            | 10           | 7            | 10     | 7      | 2      | 1      | 31     | 10     | +21 |
| Prima Categoria              | 4     | 5       | 1       | 1       | 3       | 5       | 11      | 5            | 0            | 1            | 4            | 3            | 14           | 10     | 1      | 2      | 7      | 8      | 25     | -17 |

## Statistiche dei calciatori
| Giocatore     | Prima Categoria | Prima Categoria |
| Giocatore     | Presenze        | Reti            |
| ------------- | --------------- | --------------- |
| Botticelli    | 1               | 0               |
| E. Burba      | 1               | 1               |
| A. Casalini   | 14              | 4               |
| Capitanio     | 1               | 1               |
| D. Ciscato    | 18              | 3               |
| M. Costa      | 4               | 0               |
| U. Donà       | 19              | 0               |
| Fuggetta      | 14              | 1               |
| R. Ghiselli   | 18              | 1               |
| V. Giaretta   | 2               | 0               |
| Issepi        | 1               | 0               |
| Nestore       | 2               | 1               |
| S. Rosa       | 7               | 0               |
| P. Sacchi     | 12              | 0               |
| A. Tonini     | 17              | 10              |
| G. Tonini     | 19              | 11              |
| Tonini (III)  | 1               | 0               |
| G. Vallesella | 19              | 3               |
| D. Veronese   | 4               | 0               |
| U. Veronese   | 17              | 2               |
| E. Zanon      | 12              | 0               |
| G. Zorzi      | 8               | 2               |